# Yama Sun Oil
El Yama Sun Oil es un equipo de fútbol aficionado de las Islas Caimán que actualmente se encuentra inactivo.

## Historia
Fue fundado en el año 1970 en la capital George Town y ganaron el título de la Liga de las Islas Caimán en una ocasión a finales de la década de los años 1970s, aunque después de eso, el club abandonó el sistema de competición de las Islas Caimán por los problemas de organización de la liga a inicios de los años 1980s.
Se convirtieron en el primer equipo de las Islas Caimán en participar en una competición internacional, en la Copa de Campeones de la Concacaf 1981, donde fueron eliminados por el SV SUBT de las Antillas Neerlandesas.

## Palmarés
- Liga de las Islas Caimán: 1

1979/80

## Participación en competiciones de la Concacaf
| Temporada | Torneo                           | Ronda | Club         | Casa | Visita | Global  |
| --------- | -------------------------------- | ----- | ------------ | ---- | ------ | ------- |
| 1981      | Copa de Campeones de la Concacaf | 1     | Saint Thomas | 0-0  | 1-1    | 1-1 (a) |
| 1981      | Copa de Campeones de la Concacaf | 2     | SV SUBT      | 1-2  | 0-5    | 1-7     |